# Lover to Lover
Lover to Lover è un singolo del gruppo musicale britannico Florence and the Machine, il quinto estratto dal secondo album in studio Ceremonials e pubblicato il 19 novembre 2012.

## Descrizione
La versione di Lover to Lover usata come singolo fu presentata in anteprima, al Rivoli Ballroom l'8 novembre 2012. La Island Records ha pubblicato Lover to Lover come sesto singolo estratto dall'album il 19 novembre 2012. In un'intervista track by track Florence Welch definisce Lover to Lover come una canzone arrabbiata e potente, essenziale per l'album.

## Video
Il video ufficiale del brano è uscito su YouTube, sul canale VEVO dei Florence and the Machine, il 19 novembre 2012. È stato diretto da Vincent Haycock.

## Tracce
Digital download
1. Florence and the Machine – Lover to Lover – 4:02